# Болдоґ
Болдоґ (словац. Boldog) — село, громада округу Сенець, Братиславський край, південно-західна Словаччина. Кадастрова площа громади — 4,5 км².
Населення 470 осіб (станом на 31 грудня 2017 року).

## Історія
Болдоґ згадується в 1245 році.

## Населення
| Рік:            | 1994. | 2004.   | 2014.   | 2024.    |
| --------------- | ----- | ------- | ------- | -------- |
| Кількість осіб: | 405   | 413     | 449     | 529      |
| Різниця:        |       | +1,97 % | +8,71 % | +17,81 % |

| Рік:            | 2023. | 2024.   |
| --------------- | ----- | ------- |
| Кількість осіб: | 527   | 529     |
| Різниця:        |       | +0,37 % |